# 科希尔·拉苏尔佐达
科希尔·拉苏尔佐达（1961年3月8日—）2013年11月23日担任塔吉克斯坦总理，他是塔吉克斯坦人民民主党成员，此前担任过索格特州州长。